# L'Origine des autres
L'Origine des autres est un recueil de six conférences tenues en 2016 à l'université Harvard par Toni Morrison, prix Nobel de littérature. Ces conférences portant sur « la littérature de l'appartenance » traitent de l'altérité, de l'identité et du racisme en tant que construction sociale en mêlant analyse sociologique et critique littéraire,.

## Contenu
En analysant sa mémoire et ses propres romans mais aussi l'histoire, la politique et l'œuvre d'écrivains tels que Harriet Beecher Stowe, Ernest Hemingway, William Faulkner, Flannery O'Connor, ou Camara Laye, Toni Morrison— pour qui il n'existe qu'une seule race, la race humaine  — tente de déchiffrer ce que représente la notion de « race », les mécanismes de construction d'une altérité qui pourtant effraie l'être humain, ou encore l'idée d'une (im)pureté raciale à laquelle elle-même a été confrontée dans son enfance car « trop claire de peau » selon sa grand-mère.

## Données techniques
Le recueil est paru aux États-Unis en septembre 2017 sous le titre original The Origin of Others, avec une préface de Ta-Nehisi Coates. Il a été traduit en français en 2018 par Christine Laferrière et publié par les éditions Bourgeois. Il a été traduit en portugais, espagnol, catalan, allemand et italien et publié en livre de poche dans cette dernière langue. 